# کمیته ملی حافظین استقلال ایران
کمیته ملی حافظین استقلال ایران گروهی بود که در ۱۴ آبان ۱۲۹۴ (۲۸ ذیحجه ۱۳۳۳ ق.) توسط جمعی از اعضای حزب دموکرات فارس و افسران ژاندارمری برای مقابله با نیروهای اشغالگر خاک ایران در جنگ جهانی اول در شیراز تشکیل شد. مسعود کیهان، محمدتقی خان، صادق کوپال، علی‌قلی پسیان (برادر کلنل پسیان) و احمد اخگر از اعضای برجسته این گروه بودند.

## حمله به کنسولگری بریتانیا

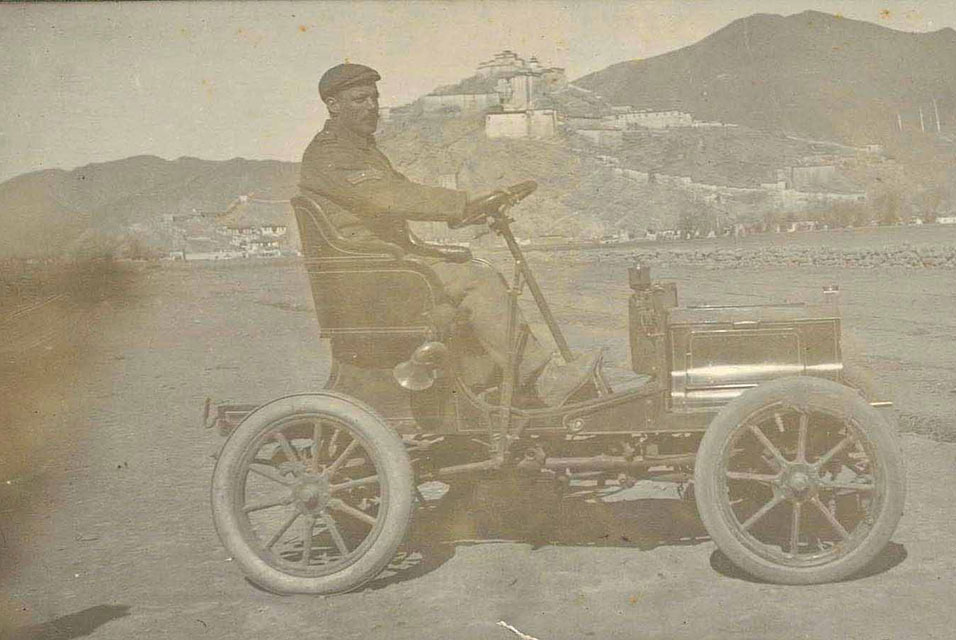
اوکانر، کنسول بریتانیا در شیراز

برنامه گروه این بود که تا ۲ محرم تمام اداره‌های شیراز را تصرف کنند و در صورتی که مبارزان تنگستانی در شکستن اشغال بوشهر و عقب‌راندن نیروهای ارتش بریتانیا موفق نبودند، از پیشروی آن‌ها در استان فارس جلوگیری کنند. کمیته حافظین استقلال در ۱۸ آبان (۲ محرم) با حمله به کنسولگری بریتانیا در شیراز، به فردریک اوکانر (به انگلیسی: Frederick O'Connor)، کنسول بریتانیا در شیراز اعلام کردند:
کمیته امضاکننده، مفتخر است به اطلاع شما برساند که میهن‌پرستان ایرانی تصمیم به بازداشت موقت جناب عالی و اتباع انگلیس گرفته‌اند و از زمانی که این نامه تحویل می‌گردد، نیم‌ساعت به شما فرصت داده می‌شود تا در این مورد تصمیم بگیرید…
آن‌ها پس از پایان ضرب‌الاجل، اوکانر و دیگر بریتانیایی‌ها را دستگیر کردند و آن‌ها را به اهرم نزد شیخ حسین چاه‌کوتاهی و زایر خضرخان اهرمی فرستادند. آن‌ها پرچم ایران را نیز جایگزین پرچم بریتانیا بر فراز ساختمان کنسولگری کردند.